# Pascal Godefroit
Pascal Godefroit est un paléontologue belge connu pour ses travaux sur les dinosaures,, en particulier sur Aurornis, un possible ancêtre des oiseaux, et sur Kulindadromeus, le premier ornithischien sur lequel sont observées des plumes primitives.